# Whataburger
Whataburger is een Amerikaanse fastfoodketen die specifiek hamburgers maakt. Het eerste restaurant werd in 1950 opgericht in de stad Corpus Christi, Texas. In 2017 waren er meer dan 800 Whataburger restaurants, vooral in het Zuid-Oosten van de Verenigde Staten.
De belangrijkste producten zijn de "Whataburger", de "Whataburger Jr.", de "Justaburger", de "Whatacatch" (sandwich met vis), en de "Whatachick'n" (broodje kip).

## Geschiedenis
Het bedrijf werd opgericht door Harmon Dobson, wiens eerste restaurant op 8 augustus 1950 werd geopend. Whataburger opende restaurants in de jaren 1950 in heel Texas. In 1959 breidde het bedrijf zich uit naar andere Amerikaanse staten. Het eerste restaurant buiten Texas was een filiaal in de staat Florida. Er zijn nu meer dan 800 locaties in 10 staten in de VS en Mexico. Whataburger verhuisde zijn hoofdkantoor naar San Antonio in 2009.